# La Ligue des justiciers : Action
Pour les articles homonymes, voir Justice (homonymie).
La Ligue des justiciers : Action (Justice League Action) est une série d'animation américaine basé sur l'équipe de super héros du même nom de DC comics.
La série est produite par Jim Krieg, Butch Lukic et Alan Burnett, annoncée sur Youtube par une vidéo de promotion courte. Elle a débuté le 26 novembre 2016 sur Cartoon Network au Royaume-Uni et le 16 décembre 2016 aux États-Unis sur Cartoon Network.
En France, elle est diffusée sur France 4 depuis le samedi 4 février 2017. Au Québec, la série est diffusée sur Télétoon.

## Histoire
La série conte les aventures de la Ligue de Justice (Superman, Batman, Flash, Wonder Woman et d'autres membres) face à des super vilains ou des menaces planétaires.
Présentée sous le même format que Teen Titans Go! en épisodes de 10 à 12 minutes.

## Personnages
Voix françaises (voix originales)
- Batman / Bruce Wayne - Adrien Antoine (Kevin Conroy)
- Wonder Woman / Diana Prince - Delphine Braillon (Rachel Kimsey)
- Superman / Clark Kent - Emmanuel Jacomy (Jason J. Lewis)
- The Flash / Barry Allen - Christophe Lemoine (Charlie Schlatter)
- Green Lantern / Hal Jordan - Pierre Tessier (Josh Keaton)
- Shazam / Billy Batson - Jérôme Pauwels / Paolo Domingo (Sean Astin)
- Cyborg / Victor Stone - Daniel Njo Lobé (Khary Payton)
- Green Arrow / Oliver Queen - Lionel Tua (Chris Diamantopoulos)
- Zatanna - Céline Melloul (Lacey Chabert)
- Hawkman / Katar Hol - Paolo Domingo (Troy Baker)
- Booster Gold / Michael Jon Carter - Jérôme Pauwels (Diedrich Bader)
- Uthool - (Diedrich Bader)
- Blue Beetle / Jaime Reyes - Christophe Lemoine (Jake T. Austin)
- Firestorm / Ronnie Raymond - Paolo Domingo (P.J. Byrne)
- John Constantine - Paolo Domingo (Damian O'Hare)
- Swamp Thing - Yann Peira (Mark Hamill)
- Supergirl / Kara Zor-El - Karine Foviau (Joanne Spracklen)
- Trickster - (Mark Hamill)
- Mister Terrific / Michael Holt - Jimmy Redler (Hannibal Buress)
- Jimmy Olsen - Christophe Lemoine (Max Mittelman (en))
- Darkseid - Thierry Murzeau (Jonathan Adams)
- Général Zod + Carmine Falcone - Vincent Ropion (Jason J. Lewis (en))
- DeSaad (en) - Marc Perez (Jason J. Lewis)
- Rath (en) - (Jason J. Lewis)
- Black Adam - Jean-Claude Donda (Gary Cole)
- Lobo - Michel Vigné (John DiMaggio)
- Martian Manhunter / J'onn J'onzz - Philippe Peythieu (Crispin Freeman (en))
- Joker - Xavier Fagnon - (Mark Hamill)
- Lex Luthor - Paul Borne (James Woods)
- Harley Quinn / Harleen Quinzel - Kelvine Dumour (Tara Strong)
- Le Pingouin / Oswald Cobblepot - Denis Laustriat puis Philippe Peythieu (Dana Snyder (en))
- Pile-ou-Face / Harvey Dent - Jérôme Pauwels (Robert Picardo)
- Poison Ivy - Edwige Lemoine (Natasha Leggero (en))
- Deadshot / Floyd Lawton - Marc Perez (Christian Slater)
- Brainiac - Bernard Metraux (John de Lancie)
- Stargirl / Courtney Whitmore (en) - Céline Melloul (Natalie Lander (en))
- Faora - Odile Schmitt (Fryda Wolff (en))
- Professeur Martin Stein (en) - Marc Perez / occasionnellement Denis Laustriat (Stephen Tobolowsky)
- Felix Faust (en) - Yann Peira puis Vincent Ropion (Jon Cryer)
- Steppenwolf - Michel Vigné (Peter Jessop (en))
- Big Barda - Dorothée Jemma puis Kelvine Dumour (Laura Post)
- Klarion l'enfant sorcier (en) - Paolo Domingo (Noel Fisher)
- Solomon Grundy- Thierry Murzeau (Fred Tatasciore)
- Etrigan / Jason Blood - Thierry Murzeau / Yann Peira (Patrick Seitz (en))
- Ember - Malvina Germain (Tara Strong)
- Merlin l'enchanteur (Merlin in comics (en)) - Jean-Jacques Nervest (Dan Donohue puis Patrick Seitz)
- Caïn le gardien de la maison des mystères (Cain and Abel (comics) (en)) - Marc Perez (Trevor Devall)
- Brother Night - Denis Laustriat (Dan Donohue)
- Space Cabbie -  Denis Laustriat (Patton Oswalt)
- Le sorcier de l'éternité (en) - Marc Perez (Carl Reiner)
- Plastic Man / Eel O'Brien - Emmanuel Garijo (Dana Snyder)
- Mister Mind (en) - Jean-Claude Donda puis Marc Perez (Oliver Vaguer)
- Chronos (en) / David Clinton : Jean-Claude Donda (Andy Richter)
- Toyman - Mark Lesser (Ken Jeong)
- Jonas Glim (en) - Jean-Jacques Nervest (Troy Baker)
- Killer Frost / Caitlin Snow - Kelvine Dumour (Mena Suvari)
- Mister Freeze - Jean-Jacques Nervest (Peter Stormare)
- Zilius Zox (en) - Jean-Claude Donda (Armin Shimerman)
- Atrocitus - Thierry Murzeau (Michael Dorn)
- Virman Vundabar (en) - Jean-Claude Donda (William Salyers)
- Sinestro - Jean-Claude Donda (Darin De Paul)
- Kanjar Ro (en) - Jean-Claude Donda (Khary Payton)
- Amazo - Alexis Victor (Thomas Lenon)
- Le maître de l'ESSAIM (en) - Jean-Claude Donda (Chris Diamantopoulos puis Diedrich Bader)
- Atom / Ray Palmer - Vincent Ropion (Jerry O'Connell)
- Jonah Hex -  Michel Vigné (Trevor Devall)
- Vixen / Mari Jiwe McCabe - Kelvine Dumour puis Marie-Eugénie Maréchal (Jasika Nicole)

Voix additionnelles : Michel Vigné, Thierry Murzeau, Marc Perez, Jean-Claude Donda, Odile Schmitt, Kelvine Dumour

## Production
- Réalisation : Jake Castorena, Doug Murphy
- Écriture : Patrick Rieger, Paul Dini, Heath Corson, Duane Capizzi, Josie Campbell
- Responsable de production : Ed Adams
- Producteur exécutif : Warner Bros
- Production Animation : Sam Register
- Producteurs : Butch Lukic, Alan Burnett, Jim Krieg
- Productrice conseillère : Angela O'Sullivan
- Musique : Kevin Riepl
- Scénarios : Elsa Garagarza, Luke Weber

- Adaptation française : Patrick Taieb, Michel Berdah

## Épisodes

### Saison 1 (2016-2018)
| No | #  | Titre français                     | Titre anglais                          | Super-héros |
| -- | -- | ---------------------------------- | -------------------------------------- | --- |
| 1  | 1  | Le Royaume perdu                   | Classic Rock (Shazam Slam: Part 1)     | Shazam, Black Adam, Batman, Wizard |
| 2  | 2  | Panne de pouvoir                   | Power Outage (Shazam Slam: Part 2)     | Batman, Martian Manhunter, Wonder Woman, Superman, Calythos, Parasite                                                                           |
| 3  | 3  | La nuit de la Chauve-Souris        | Night of the Bat (Shazam Slam: Part 3) | Booster Gold, Uthool, Batman, Green Arrow, Wonder Woman, Superman, Cyborg                                                                       |
| 4  | 4  | Mauvais Sort et Supercherie        | Abate and Switch (Shazam Slam: Part 4) | Billy Batson, Shazam, Black Adam, Batman, Green Arrow, Nyorlath, Swamp-Thing, Wonder Woman, Superman, Rath, Constantine, Abnegazar, Plastic Man |
| 5  | 5  | Suivez ce spatio-taxi !            | Follow That Space Cab!                 | Hawkman, Jonas, Lobo, Superman, Boss Kack, Le Chauffeur de taxi, Mr Mind                                                                        |
| 6  | 6  | Les Valeurs de la famille Atomique | Nuclear Family Values                  | Firestorm, Batman, Maman, Btat, Wonder Woman, Sis, Superman, Biff, Papa, Professeur Stein                                                       |
| 7  | 7  | Le Maître des zombies              | Zombie King                            | Batman, Zatanna, Brother Night, Swamp-Thing, Constantine, Solomon Grundy                                                                        |
| 8  | 8  | Le Fou du roi intergalactique      | Galaxy Jest                            | Batman, Mongul, Joker, Wonder Woman, Superman, Flash                                                                                            |
| 9  | 9  | Passé composé                      | Time Share                             | Blue Beetle, Batman, Wonder Woman, Superman, Falcone, Chronos                                                                                   |
| 10 | 10 | Sous un soleil rouge               | Under a Red Sun                        | Big Barda, Batman, Steppenwolf, Superman |
| 11 | 11 | Toyman se prend au jeu             | Play Date                              | Superman, Batman, Wonder Woman Cyborg, Toyman                                                                                                   |
| 12 | 12 | Répulsor                           | Repulse!                               | Lex Luthor, Wonder Woman, Superman, Hawkman |
| 13 | 13 | Des bonbons ou la mort !           | Trick or Threat                        | Caïn, Batman, Constantine, Zatanna, Docteur Fate, Klarion l'enfant sorcier                                                                      |
| 14 | 14 | Le Démon de la vitesse             | Speed Demon                            | Harley Quinn, Batman, Zatanna, Etrigan le démon, Merlin, Brother Night                                                                          |
| 15 | 15 | Le Coup du chapeau                 | Hat Trick                              | Felix Faust, Zatanna, Batman, Ghast, Etrigan le démon                                                                                           |
| 16 | 16 | Luthor au paradis                  | Luthor in Paradise                     | Circe, Lex Luthor, Hippolyta, Superman, Batman, Wonder Woman                                                                                    |
| 17 | 17 | Plastic Man sauve le monde         | Plastic Man Saves the World            | Plastic Man, Cyborg, Batman, Superman, Vixen, Brainiac                                                                                          |
| 18 | 18 | Voyage de classe                   | Field Trip                             | Superman, Firestorm, Blue Beetle, Stargirl, Général Zod, Faora, Quex-Ul                                                                         |
| 19 | 19 | La Rage des Red Lanterns           | Rage of the Red Lanterns               | Lobo, Atrocitus, Zilius Zox, Bleez, Dex-Starr, Skallox, Batman, Superman, Wonder Woman, Cyborg                                                  |
| 20 | 20 | La Morsure du froid                | Freezer Burn                           | Killer Frost, Mister Freeze, Batman, Firestorm                                                                                                  |
| 21 | 21 | L'Ennemi intérieur                 | Inside Job                             | Lex Luthor, Superman, Atom, Batman, Wonder Woman                                                                                                |
| 22 | 22 | La vérité, toute la vérité         | The Trouble with Truth                 | Athena, Wonder Woman, Batman, Green Arrow, Le maître de L'ESSAIM                                                                                |
| 23 | 23 | Double Jeu                         | Double Cross                           | Batman, Firestorm, Deadshot, Plastic Man, Pile-ou-Face, Le Pingouin                                                                             |
| 24 | 24 | Combat pour la cité en bouteille   | Battle for the Bottled City            | Atom, Superman, Brainiac, Cyborg |
| 25 | 25 | Le Jardin du mal                   | Garden of Evil                         | Swamp-Thing, Poison Ivy, Batman, Harley Quinn, Superman, Firestorm, Vixen                                                                       |
| 26 | 26 | En voiture !                       | All Aboard the Space Train             | Batman, Cyborg, Jonah Hex, Kanjar Ro, Le Chauffeur de taxi                                                                                      |
| 27 | 27 | Hors du temps                      | Time Out                               | Wonder Woman, Batman, Booster Gold, Le Chronovore                                                                                               |
| 28 | 28 | La course fatale                   | The Fatal Fare                         | Roxy Rocket, Le Chauffeur de taxi, Darkseid, Desaad, Kanto, Superman, Hawkman, Swamp-Thing                                                      |
| 29 | 29 | Le grand mélange                   | Mxy's Mix-Up                           | Superman, Batman, Stargirl, Gorilla Grodd, Mister Mxyzptlk, Firestorm                                                                           |
| 30 | 30 | Babysitting et Occultisme          | Supernatural Adventures in Babysitting | Batman, Stargirl, Klarion l'enfant sorcier, Constantine                                                                                         |
| 31 | 31 | De l'or pour Booster               | Booster's Gold                         | Booster Gold, Green Arrow, Batman |
| 32 | 32 | Hourra pour Bizarro                | Boo-ray for Bizarro                    | Amazo, Superman, Wonder Woman, Batman, Flash, Green Lantern, Martian Manhunter, Bizarro                                                         |
| 33 | 33 | La petite évasion                  | Best Day Ever                          | Joker, Lex Luthor, Superman, Wonder Woman, Batman, Flash                                                                                        |
| 34 | 34 | La racine cubique                  | The Cube Root                          | Firestorm, Mister Terrific, La Calculette |
| 35 | 35 | L'enlèvement                       | Superman's Pal, Sid Sharp              | Darkseid, Superman, Desaad, Granny Goodness, Kalibak, Kanto                                                                                     |
| 36 | 36 | Rouges contre Bleus                | Superman red vs Superman Blue          | Lex Luthor, Green Arrow, Superman, Wonder Woman, Batman                                                                                         |
| 37 | 37 | Au cœur de la bague                | The Ringer                             | Sinestro, Green Lantern, Superman, Wonder Woman, Atom, Despotellis                                                                              |
| 38 | 38 | L'amnésie des justiciers           | Forget Me Not                          | Firestorm, Wonder Woman, Superman, Batman, Felix Faust                                                                                          |
| 39 | 39 | Le choc des Q.I.                   | The Brain Buster                       | Batman, Mister Terrific, Lex Luthor, La Calculette, Le Cerveau                                                                                  |
| 40 | 40 | Le Sphinx détective                | E. Nigma, Consulting Detective         | Joker, Batman, Wonder Woman, Green Arrow, Le Sphinx                                                                                             |
| 41 | 41 | Titano contre Gotham               | Harley Goes Ape!                       | Gorilla Grodd, Titano, Harley Quinn, Superman, Stargirl                                                                                         |
| 42 | 42 | Le retour de Zod                   | Phased and Confused                    | Général Zod, Faora, Quex-Ul, Booster Gold, Batman, Superman, Wonder Woman                                                                       |
| 43 | 43 | Il faudrait un miracle             | It'll Take a Miracle                   | Big Barda, Batman, Mister Miracle, Darkseid, Granny Goodness, Bernadeth, Lashina                                                                |
| 44 | 44 | Erreur système                     | System Error                           | Batman, Superman, Wonder Woman, Cyborg, Booster Gold, Darkseid                                                                                  |
| 45 | 45 | La course contre le crime          | Race Against Time                      | Superman, Flash, Lex Luthor, Chronos |
| 46 | 46 | Changement de programme            | Party Animal                           | Solomon Grundy, Green Arrow, Plastic Man |
| 47 | 47 | Une visite improvisée              | Watchtowers Tours                      | Booster Gold, Skeets |
| 48 | 48 | À mains nues                       | Barehanded                             | Green Lantern |
| 49 | 49 | Un nouveau super héros             | Captain Bamboozle                      | Shazam |
| 50 | 50 | La guerre des Kryptoniens          | Keeping Up with the Kryptonians        | Supergirl, Superman |
| 51 | 51 | Seul maître à bord                 | Unleashed                              | Plastic Man, Krypto |
| 52 | 52 | La mariée était en rouge           | She Wore Red Velvet                    | Justice League |

## Commentaires
Cette série animée ne se déroule pas dans la même continuité que d'autres séries mettant en scène les mêmes personnages comme La Ligue des justiciers (puis La Nouvelle Ligue des justiciers) ou encore La Ligue des justiciers : Nouvelle Génération.